# Donatisté
Donatisté a novaciáni byly dvě fundamentalistické větve katolické církve rozšířené zejména ve 4. století. Byli zásadně proti opětovnému přijetí křesťanů, kteří v době pronásledování pod nátlakem odpadli od církve.
Donatisté a novaciáni byli o své pravdě hluboce přesvědčeni a byli za ni ochotni bojovat nejen argumenty. Považovali se za jedinou pravou církev, která nikdy nezradila a nekolaborovala. Začali si sami světit kněze, vytvořili si vlastní církevní hierarchii a stavěli vlastní kostely. Rostla vzájemná nenávist, vznikaly spory uvnitř rodin. Spor přerostl i do ulice, množily se bojovné oddíly, které pod záminkou šíření své svaté pravdy byly ochotny ničit majetek a zabíjet.
Podstatou donatismu je popírání církve jakožto objektivně působícího ústavu milosti a spásy a zdůrazňování náboženského subjektivismu a mravního rigorismu.

## Donatus Magnus
O tomto muži se nedochovaly téměř žádné záznamy. První zmínka je z roku 313, kdy údajně zavinil rozkol v církvi. Jisté je, že pocházel ze severní Afriky. V roce 311 dorazil do Kartága, kde byl v roce 313 vysvěcen na biskupa. Je považován za zakladatele křesťanského hnutí, jehož členové si říkali donatisté, i když původně toto hnutí založil nejspíše jistý Majorinus.

## Spor
Sporu předcházelo pronásledování křesťanů, které dostoupilo vrcholu za císaře Diocletiana. Ten vydal proti křesťanům celkem čtyři edikty. V prvním křesťany zbavil občanských práv a nařídil zboření kostelů a spálení svatých knih (traditores). Druhým nechal uvěznit veškeré duchovenstvo. Třetím nařídil mučení vězňů, dokud neodpadnou od víry, a čtvrtý se týkal všech křesťanů, kterým nabídl jedinou volbu, obětovat bohům nebo smrt. Edikty byly nejen vyhlášeny, ale se vší krutostí i prováděny.
Je celkem pochopitelné, že za těchto podmínek mnozí křesťané nátlaku podlehli a alespoň formálně splnili požadavky císaře. Těmto tzv. padlým křesťanům se říkalo traditores. Jakmile pronásledování skončilo a císař Konstantin Velký vydal edikt milánský, kterým bylo nejen křesťanství povoleno, ale byl církvi i vrácen majetek. Řada traditores se domáhala opětovného vstupu do křesťanského společenství, což vyvolalo v církvi spory mezi umírněnými, kteří souhlasili s možností jejich návratu, a radikály, kteří s tímto nesouhlasili. Tito radikálové získali název donatisté podle berberského biskupa Donata z Casae Nigrae, který svými veřejnými projevy vyvolal rozštěpení církve v Kartágu. Kartaginského biskupa Caecilliana označil za Antikrista a katolickou bohoslužbu za nečistý obřad plný rouhání.
Donatisté sympatizovali se sv. Cypriánem, který byl mučen během dřívější vlny perzekuce. Spor hlavně spočíval v otázce postavení traditores (církevní představitelé, kteří se vzdali majetku ve prospěch císaře). Donatisté zaujímali názor, že by tito lidé neměli mít možnost vysvěcovat, křtít či provádět rituály. Někteří lidé odmítli přijmout autoritu vůdce Majorina, ten však záhy zemřel a jeho místo připadlo Donatovi. Donatisté byli nejen proti návratu odpadlých křesťanů do církve, ale zastávali i názor, že účinnost svátostí (křtu, svěcení, manželství) je závislá i na důstojnosti toho, kdo křest uděluje, a že všechny křty apod. vykonané osobami podezřelými z odpadlictví jsou neplatné. Tomuto podezření se nevyhnul např. ani papež Miltiades. Nelze opomenout ani roli Caeciliana, který patřil k traditores. Ten se při ukončení perzekuce vrátil k církvi a stal se biskupem v Kartágu. Donatus byl vůdcem této sekty a snažil se bojovat proti Římu, avšak neúspěšně. Nepodařilo se mu přesvědčit Řím, že Caecilianus patřil k traditores a díky tomu by mělo být jeho vysvěcení neplatné.

## Donatisté a novaciáni
Donatisté velmi rychle rozšířili svou sektu, která se stala poměrně velkou. Hojně inklinovali k zemědělství ve venkovských oblastech, při mluvě nepoužívali latinu (latinsky mluvili hlavně v Římě). Donatisté byli odsouzeni za papeže Miltiada římským biskupským synodem v roce 313, arleskou synodou v roce 314, i za papeže Silvestra I. nikajským koncilem v roce 325. To je však spíše posílilo v odporu ke katolické církvi. V roce 347 byl Donatus odsouzen k exilu (zemřel v roce 355) a po jeho smrti docházelo mezi donatisty k nepokojům a neshodám. Dokonce ani pokus sv. Augustina, který chtěl trpělivostí a mírností, dostatkem argumentů i veřejnými konfrontacemi znovu církev sjednotit, nebyl příliš úspěšný. V roce 411 se konala konference v Kartágu, kde proti sobě stáli donatističtí a katoličtí biskupové v čele se sv. Augustinem. Došlo zde sice k formálnímu smíření, avšak vzájemná nenávist a rozdílnost názorů na některé zásadní problémy přetrvávala a trvalo ještě řadu desetiletí (na východě i století) než byly staré spory zapomenuty.
Podobný spor probíhal i v Římě, kde se vůdčí role radikální opozice ujal Novatianus, který měl velkou autoritu jako vzdělaný člověk a učenec. Nechal se dokonce zvolit jako vzdoropapež proti tehdejšímu biskupu římskému Kornéliovi. Podle něj se zastánci tohoto proudu v církvi nazývali také novaciáni.
Toto první zásadní rozštěpení církve (schizma), spor mezi dvěma názorovými proudy v církvi, provází od té doby dějiny církve až do dnešní doby.